# Marché Cluny
 (décembre 2019).
Si vous disposez d'ouvrages ou d'articles de référence ou si vous connaissez des sites web de qualité traitant du thème abordé ici, merci de compléter l'article en donnant les références utiles à sa vérifiabilité et en les liant à la section « Notes et références ».
Le Marché Cluny du Cap-Haïtien est un marché couvert constitué de grandes halles métalliques. C'est un témoin de l’architecture civile du XIXe siècle en Haïti. Il fut construit en 1890 sous la présidence de Florvil Hyppolite. Situé au cœur de la ville du Cap-Haïtien, il était connu dans le temps sous les noms de « Marché de Fer » ou « marché Central » mais de nos jours il est appelé communément « Marché Rue 10 ».

## Géographie
Le Marché Cluny est situé au cœur du Cap-Haïtien, la ville historique d’Haïti. 

## Histoire
Durant la période coloniale, la place Cluny servait de marché à ciel ouvert où on vendait des esclaves dans la ville du Cap- Haïtien, à l'époque Cap-Français. Mais le marché fut officiellement établi le 12 janvier 1764 par une ordonnance des administrateurs de la ville pour la vente des denrées. Le 20 janvier 1766, une autre ordonnance déclara que ce site était destiné au marché des esclaves nègres aussi.